# Iharosberény
Iharosberény è un comune dell'Ungheria di 1.360 abitanti situata nella contea di Somogy, nell'Ungheria centro-occidentale.